# Coleothorpa vittigera
Coleothorpa vittigera är en skalbaggsart som först beskrevs av J. L. Leconte 1861.  Coleothorpa vittigera ingår i släktet Coleothorpa och familjen bladbaggar.

## Underarter
Arten delas in i följande underarter:
- C. v. vittigera
- C. v. arizonensis